# Bob Bryan
Pour les articles homonymes, voir Bryan.
Pour un article plus général, voir Bob et Mike Bryan.
Ne pas confondre avec Mike Bryan, son frère jumeau, également joueur de tennis.
Robert Charles Bryan dit Bob Bryan, né le 29 avril 1978 à Camarillo, est un joueur américain de tennis, professionnel de 1998 à 2020.
Il forme avec son frère jumeau monozygote Mike Bryan la paire de double la plus prolifique de l'histoire du tennis. Ils ont en effet remporté 119 tournois ensemble dont 16 titres du Grand Chelem et quatre Masters Cup, ce qui constitue le record de titres remportés par une même équipe, devant les Woodies (61 titres). En 2016, ils sont devenus à Vienne la première équipe à franchir le cap des 1 000 matchs gagnés depuis le début de l'ère Open.
Ils ont atteint la première place mondiale en double pour la première fois le 8 septembre 2003 et ont été présents à cette place chaque saison depuis cette date jusqu'en 2015. Cette régularité leur a valu d'être désignés par l'ATP équipe de la décennie 2000-2009 et de remporter onze titres de champions du monde de double (de 2003 à 2007 et de 2009 à 2014). En Coupe Davis, ils n'ont perdu que quatre fois pour 23 victoires et ont contribué à la victoire des États-Unis en 2007.
Aux Jeux olympiques, ils ont remporté pour les États-Unis une médaille de bronze en 2008 et une médaille d'or en 2012.
Bob Bryan a également gagné 7 titres du Grand Chelem en double mixte. Il n'a jamais vraiment brillé en simple mais a tout de même obtenu de meilleurs résultats que son frère en atteignant le deuxième tour en Grand Chelem à deux reprises et en s'approchant du top 100 mondial.

## Biographie
Plus jeune de seulement deux minutes que son frère Mike, Bob Bryan est le fils de Wayne et Kathy Bryan, le premier ayant été joueur de tennis de niveau universitaire et la seconde de niveau international.
Il est marié depuis 2010 avec Michelle Alvarez. Ils ont trois enfants et résident à Sunny Isles Beach en Floride.
Adepte d'un jeu de type service-volée, Bob Bryan se distingue par un service très performant dont la vitesse dépasse régulièrement les 200 km/h et par un très bon coup droit.

## Carrière

### En junior
Il a remporté son premier tournoi avec son frère à l'âge de 6 ans. Ils ont multiplié les titres de champion des États-Unis dans toutes les catégories d'âge. Sur le circuit junior, il atteint les quarts de finale en simple de l'Open d'Australie en 1996 et bat son frère en demi-finale du championnat national de l'USTA. Il perd la finale contre Kevin Kim mais remporte le tournoi de double pour la seconde fois. Ils s'imposent ensuite à l'US Open. Il termine la saison à la 31e place en simple et la 12e en double, ayant disputé six tournois de plus que son frère.
Il obtient une bourse pour l'université Stanford où il joue de 1996 à 1998, aidant l'équipe à gagner les titres NCAA 1997 et 1998. Vainqueur en double, mais aussi en simple, il se voit attribuer la Triple Crown, qui distingue le joueur ayant gagné, au cours d'une même année, les trois championnats NCAA (simple, double et par équipe).

### Carrière individuelle
Bob Bryan a joué en simple sur le circuit ATP jusqu'au début des années 2000. Il a connu une carrière individuelle plus prolifique que celle de son frère.
Sa première apparition dans un tournoi ATP a lieu à Los Angeles en 1997. En 1998, pour sa première saison sur le circuit professionnel, il remporte trois tournois en catégorie Futures. Il reçoit par la suite une invitation pour le tableau principal de l'US Open. Il renverse au premier tour le Sud-africain Marcos Ondruska puis s'incline en quatre sets contre le Roumain Adrian Voinea (0-6, 6-2, 6-4, 6-4). En 1999, il participe de nouveau à l'US Open mais est éliminé au premier tour par Magnus Larsson. En novembre, il remporte le tournoi Challenger de Rancho Mirage contre Jeff Coetzee.
En 2000, il se fait remarquer au tournoi du Queen's, où, après être sorti des qualifications en ayant notamment battu son frère, il atteint les quarts de finale après avoir éliminé Tim Henman (14e mondial) et Max Mirnyi. Il est finalement stoppé par Pete Sampras (6-4, 6-4). Après un échec en qualification à Wimbledon, il remporte son second titre en Challenger à Aptos en battant en finale Kevin Kim. À l'US Open, il concède la défaite dès le premier tour contre Nicolás Lapentti. Grâce à quelques résultats sur le circuit secondaire, il parvient à atteindre son meilleur classement, une 116e place, au mois de novembre. Au cours de la saison 2001, il signe une victoire sur Nicolas Escudé à Marseille et surtour sur Bohdan Ulihrach à Wimbledon, qu'il bat après être sorti des qualifications avant de s'incliner contre Sjeng Schalken. Il participe pour la quatrième fois consécutive à l'US Open où il est battu cette fois-ci par le n°6 mondial Patrick Rafter (7-63, 6-3, 7-5).
Après une saison 2002 sans performance significative, il se distingue à deux reprises en 2003 en s'adjugeant tout d'abord le Challenger de Joplin après être passé par les qualifications, puis en atteignant les demi-finales du tournoi de Newport où il est battu par Jürgen Melzer. Début août, il se qualifie pour le Masters de Montréal grâce à une victoire sur Jonas Björkman. Il fait ensuite le choix d'arrêter sa carrière en simple pour mieux se concentrer sur le double, discipline dont il devient n°1 mondial cette année-là après sa victoire à l'US Open. Il a néanmoins disputé quelques matchs lors de rencontres sans enjeu de Coupe Davis. Alors non classé, il bat Lukáš Dlouhý en 2007, Werner Eschauer en 2008 et Roko Karanušić en 2009, tous trois alors classé dans le top 120.

## Records en double
Ces records concernent les performances pour une équipe de double masculine depuis le début de l'ère Open :
- Grand Chelem et titre olympique en carrière - record partagé avec les Woodies
- Grand Chelem en carrière - record partagé avec les Woodies, Eltingh/Haarhuis et Mahut/Herbert
- Grand Chelem doré sur 2 années calendaires (JO de Londres 2012, US Open 2012, Open d'Australie 2013 et Roland Garros 2013)
- Nombre de titres du Grand Chelem : 16
- Nombre de finales du Grand Chelem : 30
- Nombre d'années consécutives en remportant au moins un Grand Chelem : 10 (2005-2014)
- Nombre de finales de Grand Chelem consécutives : 7 (de l'Open d'Australie 2005 à Wimbledon 2006)
- Nombre de titres à l'Open d'Australie : 6 (2006, 2007, 2009, 2010, 2011 et 2013)
- Nombre de titres à l'US Open : 5 (2005, 2008, 2010, 2012 et 2014)
- Nombre de titres remportés : 119
- Nombre de finales disputées : 178
- Nombre de Masters 1000 remportés : 39
- Nombre de saisons terminées à la 1re place mondiale : 10 (en 2003, de 2005 à 2007 et de 2009 à 2014)
- Nombre de titres de champions du monde : 11 (de 2003 à 2007 et de 2009 à 2014)
- Career Golden Masters (victoire dans les 9 tournois Masters 1000)
- Nombre d'années consécutives en remportant au moins un titre : 20 (2001-2020)
- Victoires sur le circuit ATP : 1108